# Kádár Lajos (labdarúgó)
Kádár Lajos (Budapest, 1953. május 18. –) magyar labdarúgó, hátvéd.

## Pályafutása
1972 és 1974 között a Bp. Honvéd labdarúgója volt. 1973. április elsején mutatkozott be az élvonalban az Újpesti Dózsa ellen, ahol csapata 1–0-s vereséget szenvedett. 1974 és 1979 között a SZEOL AK csapatában játszott. 1980 és 1982 között a Diósgyőri VTK játékosa volt, ahol a magyar kupában ért el sikereket a csapattal. 1980-ban kupagyőztes, 1981-ben döntős volt a DVTK együttesével. 1986-ig Jászberényben szerepelt, majd ugyanott pályaedző később edző volt.

## Sikerei, díjai
- Magyar kupa (MNK)
  - győztes: 1980
  - döntős: 1981